# Udenfor sæsonen
Udenfor sæsonen er det fjerde studiealbum fra den danske rockmusiker Johnny Madsen udgivet i 1988.

## Numre
1. "Udenfor sæsonen" – 4:04
2. "Vest for" – 	5:42
3. "Stjernenat" – 	3:50
4. "Færgemanden" – 	4:04
5. "One Man Band" – 5:15
6. "Komadibovser" – 3:48
7. "Langerhuse blues" – 3:33
8. "Tidlig mandag morgen" – 	2:36
9. "Sanduglen og natørnen" – 3:38